# Nokia 5230
O Nokia 5230 é um smartphone touchscreen da Nokia que não faz parte da série Xpressmusic.
O Nokia 5230 utiliza o sistema operacional Symbian em sua versão S60 5th.

## Especificações Tecnicas[1]

### Display
Possui uma tela touchscreen resistiva de 3.2 polegadas, com resolução de 360 pixels de largura por 640 pixels de altura.

### Câmera

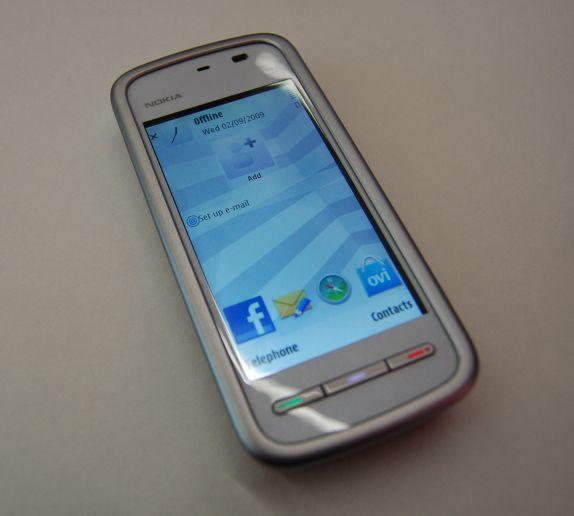
Sua tela inicial

- Efeitos de tonalidade:
  - Normal
  - Sepia
  - Negativo
  - Preto e branco
  - Vívido
- Equilíbrios de branco
  - Automático
  - Ensolarado
  - Nublado
  - Incandescente
  - Fluorescente

#### Imagem
- Câmera digital de 2.0 megapixels
- Zoom digital de 3x

#### Vídeo
- Filmadora digital com resolução 640 pixels por 480 pixels ou 640 pixels por 360 pixels.
- Gravação a 30 frames por segundo
- Zoom digital de 4x

### Processador
O Nokia 5230 tem um processador ARM 11 de 434 MHz

### Memória
- Memória RAM 128MB[2]
- Slot para cartão de memória microSD com hot-swapping de até 16 GB
- 70 MB de memória dinâmica interna

### Conectividade
Esse modelo da Nokia possui conectividade 3.5G, porém, ao contrário do Nokia 5530 esse modelo não possui conectividade Wi-Fi.
Assim como a maioria dos aparelhos mais modernos ele tem conectividade bluetooth e também possui GPS e A-GPS.

### Aplicativos
Esse modelo é totalmente compatível com aplicativos Java para telefones celulares e com aplicações SIS e SISX, que podem não ser sempre compatíveis por complicações de Hardware.
Possui calculadora simples, conversor de unidades, dicionário, reprodutor de músicas, reprodutor de vídeos (Real Player), navegador Web, aplicativos para fácil acesso a redes sociais (Facebook, Myspace, Friendster, Hi5) e à loja Amazon, dentre outros.
O Nokia 5230 faz parte de uma gama de aparelhos Nokia a possuírem acesso direto à OVI Store, uma loja de aplicativos da Nokia, como o Android Market ou a iPhone App Store (iTunes Store).